# Gelis araneator
Gelis araneator är en stekelart som beskrevs av André Seyrig 1926. Gelis araneator ingår i släktet Gelis och familjen brokparasitsteklar. Inga underarter finns listade i Catalogue of Life.